# Saurida undosquamis
Saurida undosquamis (Richardson, 1848), noto comunemente come pesce lucertola o pesce lucertola a grandi scaglie o pesce ramarro orientale  è un pesce osseo marino della famiglia Synodontidae.

## Distribuzione e habitat
Indo-Pacifico tropicale compreso il mar Rosso. Con la migrazione lessepsiana si è stabilito nel mar Mediterraneo orientale dove è molto comune dalla Libia a Rodi, segnalazioni più sporadiche vengono anche da Grecia continentale, Creta e Albania. Secondo uno studio del 2015 nel Mediterraneo non si sarebbe stabilita questa specie ma Saurida lessepsianus.
L'habitat è costituito da fondali sabbiosi o fangosi del piano circalitorale tra 30 e 70 metri, meno comunemente fino a 100 ed eccezionalmente fino a 225.

## Descrizione
Questo pesce ha un aspetto simile al pesce lucertola mediterraneo Synodus saurus rispetto al quale ha un aspetto più slanciato e sottile. Il corpo ha sezione cilindrica. La testa è abbastanza schiacciata con bocca molto ampia che finisce molto oltre l'occhio. I denti sono sottili e lunghi, sono visibili quando il pesce ha la bocca chiusa. La pinna dorsale è abbastanza ampia, è seguita da una pinna adiposa. La pinna anale è situata sotto la pinna adiposa. La pinna caudale è biloba. La colorazione è grigio sabbia con ventre bianco e da 7 a 10 macchie scure, spesso indistinte, allineate al centro dei fianchi. Piccole macchie anulari scure sono situate sul primo raggio della pinna dorsale e sul raggio superiore della pinna caudale. La taglia massima è di 50 cm, mediamente misura da 15 a 30 cm in Mediterraneo.

## Biologia
Ha abitudini demersali.

### Alimentazione
Carnivoro, si ciba principalmente di pesci (acciughe e triglie di scoglio soprattutto) e, secondariamente, di crostacei decapodi. 

### Riproduzione
Si riproduce da marzo a dicembre, uova e larve sono pelagiche.

## Pesca
Nelle zone di maggiore diffusione, e anche nel Mediterraneo orientale, ha una certa importanza come prodotto della pesca commerciale. Si cattura in abbondanza con le reti a strascico. Nella cucina giapponese viene impiegato per produrre il kamaboko.